# Enipeas (Thessalien)
Enipeas (græsk: Ενιπέας) eller Enipeus (oldgræsk: Ἐνιπεύς) er en flod i den græske periferi Centralgrækenland, og en biflod til Pineios nær Farkadona. Den er 84 kilometer lang. Dens udspring er i den nordlige del af Fthiotis på plateauet Domokos. Den løber gennem det gamle Thessalien, fra Achaea Phthiotis i syd gennem Phthia til sidst at strømme ind i Pineios i Histiaeotis.
Enipeas bredder udgjorde skuepladsen for adskillige vigtige slag i historien, bl.a. slaget ved Cynoscephalae (364 f.Kr), slaget ved Cynoscephalae (197 f.Kr.) og Farsalus (48 f.Kr).

## Navnet
Enipeus Vallis, en nord-sydgående dal på planeten Mars, er opkaldt efter denne flod (og dal), der ligger midt i den sydlige del af Arcadia-firkanten .